# Dydak Llorca Llopis
Dydak Llorca Llopis (ur. 2 lipca 1896 w Olivie, zm. 6 września 1936) – hiszpański duchowny katolicki, męczennik chrześcijański, błogosławiony Kościoła katolickiego.
Został ochrzczony następnego dnia po urodzeniu 3 lipca 1896 roku. W 1910 roku, w wieku 14 lat, służył jako ministrant w parafii San Roque. W 1913, w wieku 17 lat wstąpił do seminarium w Walencji, a w 1925 roku otrzymał święcenia kapłańskie. Został zamordowany podczas trwania wojny domowej w Hiszpanii, gdy miał 40 lat.
Został beatyfikowany w grupie Józef Aparicio Sanz i 232 towarzyszy przez papieża Jana Pawła II 11 marca 2001 roku.